# De Ondergedoken Camera

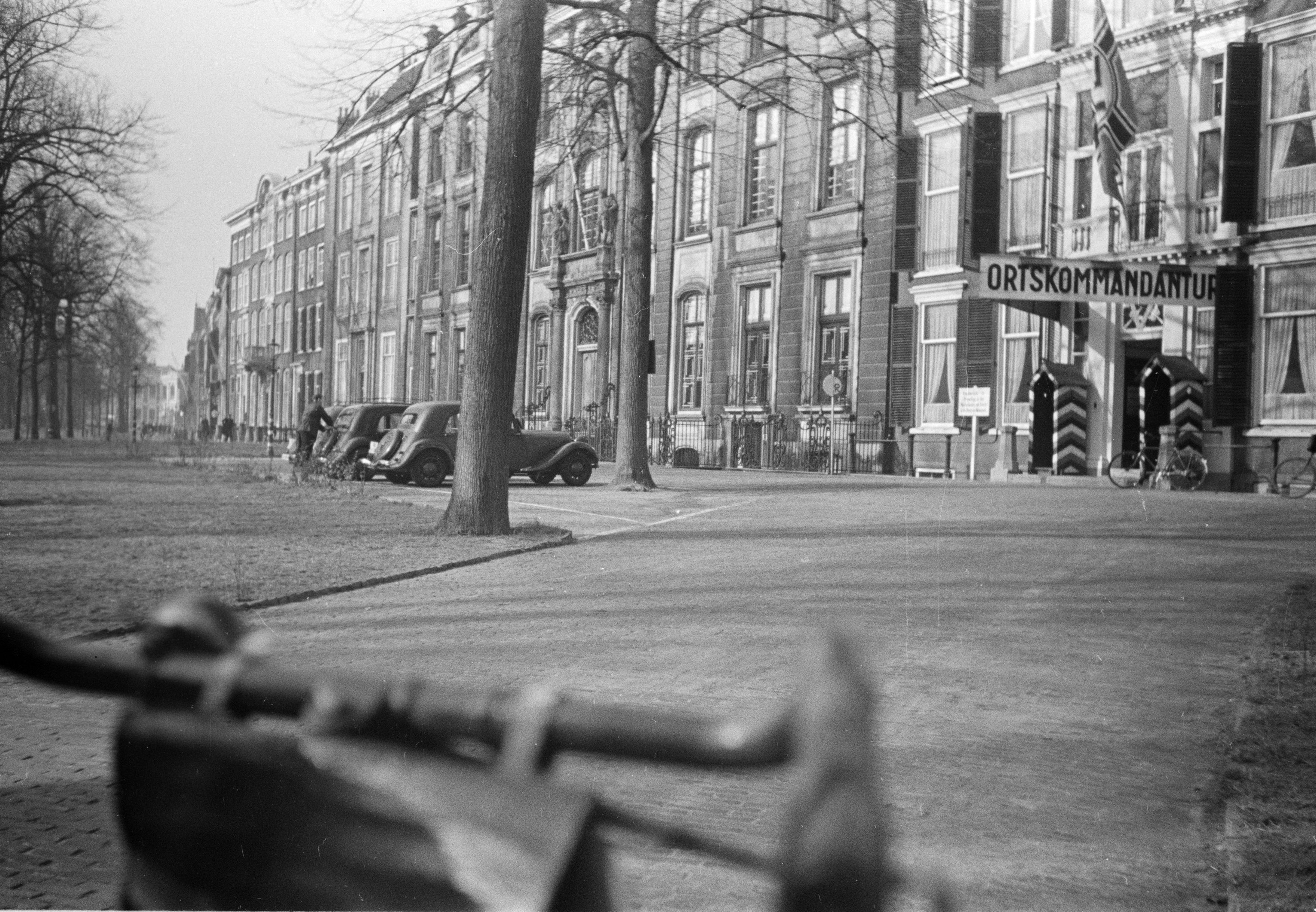
Menno Huizinga: Ortskommandantur na třídě Lange Voorhout v Haagu. Fotografie pořízená z jeho velocipedu fotoaparátem Leica skrytým v krabici od sýra. Asi 1940-44.

De Ondergedoken Camera (Underground kamera nebo Skrytá kamera 1943 - 1945) byla skupina nizozemských fotografů, kteří během druhé světové války dokumentovali německou okupaci Nizozemska.

## Historie
Skupina vznikla z iniciativy fotografů Fritze Kahlenberga a Tonny van Renterghema a zahrnovala jak profesionální fotografy, tak i amatéry. Cílem bylo využít jejich schopnosti dokumentovat. Protože fotografování bylo během německé okupace Nizozemska zakázáno, pracovalo se jim za velmi obtížných okolností. Pro svou vlastní bezpečnost často zůstávali v anonymitě a někdy pod pseudonymem. Jejich cílem bylo zachytit všední život v nacisty okupovaném Nizozemí.
Museli se vypořádat s velkými logistickými problémy, jako byl nedostatek materiálu a omezená elektrické energie - vyžadující použití karbidových výbojek a centrální temné komory - se jim podařilo zachytit hodně situací. Fotoaparáty byly často skryty pod bundou, novinami nebo zabudovány do nákupních tašek nebo aktovek s otvorem pro objektiv. Zvláště ženy mohly nenápadně pracovat s nákupní taškou, která nevzbuzovala podezření.
Fotografie mohli pořizovat také němečtí vojáci. Zatčení členů odporu a podobně mohlo být použito odbojem a přeměněno na spojence.
Skupina fungovala aktivně od roku 1943 do roku 1945.
Jejich práce přinesla tisíce fotografií, z nichž část byla již vystavena dva týdny po osvobození, "Amsterdam v době hladové zimy" byla další výstavou v roce 1947.

## Členové
Emmy Andriesse byla Židovka, která fotografovala za velmi těžkých podmínek hladomoru v Amsterodamu. Je autorkou snímků: Boy with pan, The Gravedigger nebo Kattenburg Children, které jsou důkazem hladu, chudoby a utrpení během okupace v "Hladové zimě" 1944-1945.
Menno Huizinga fotografoval každodenní život v Haagu, v roce 1942 fotografoval stavbu Atlantického valu, v roce 1943 zaznamenal kácení lesů Haagse a v zimě roku 1944 fotografoval zoufalé hledání všeho hořlavého. Během špionážního fotografování schoval svůj fotoaparát Leica do krabice od sýru s otvorem vyříznutým pro objektiv a cestoval na svém bicyklu. Nakonec fotografoval osvobození a příchod vojsk a oslavy konce války. Fotografie jsou součástí rozsáhlé sbírky NIOD Instituut voor Oorlogs-, Holocaust- en Genocidestudies (Institut pro studium války, genocidy a holokaustu).

## Seznam členů
Členové této speciální skupiny byli:
- Emmy Andriesse
- Paul Bessem
- Carel Blazer
- D. de Boer Jr.
- Karel Bönnekamp
- Pieter Johannes de Booijs
- Charles Breijer
- Violette Cornelius
- Cobie Douma
- Jack Dudok van Heel
- Dr. C. Faber
- Ferdinand Grimeyer
- Bert Haanstra
- J. W. Hofman
- C. Holzappel
- Menno Huizinga
- Fritz Kahlenberg
- Margreet van Konijnenburg
- Ary Koppejan
- Boris Kowadlo
- Frits Lamberts
- W. F. Leijns
- Frits Lemaire
- Marius Meijboom
- Cas Oorthuys
- Jan Osinga
- Hans Poley
- Wiel van der Randen
- Tonny van Renterghem
- J. van Rhijn
- Lydia Riezouw
- Neeltje Roelse
- Hans Sibbelee
- Krijn Taconis
- Jo Vissers
- Dé van Wijk
- Ad Windig
- Ed van Wijk

## Galerie

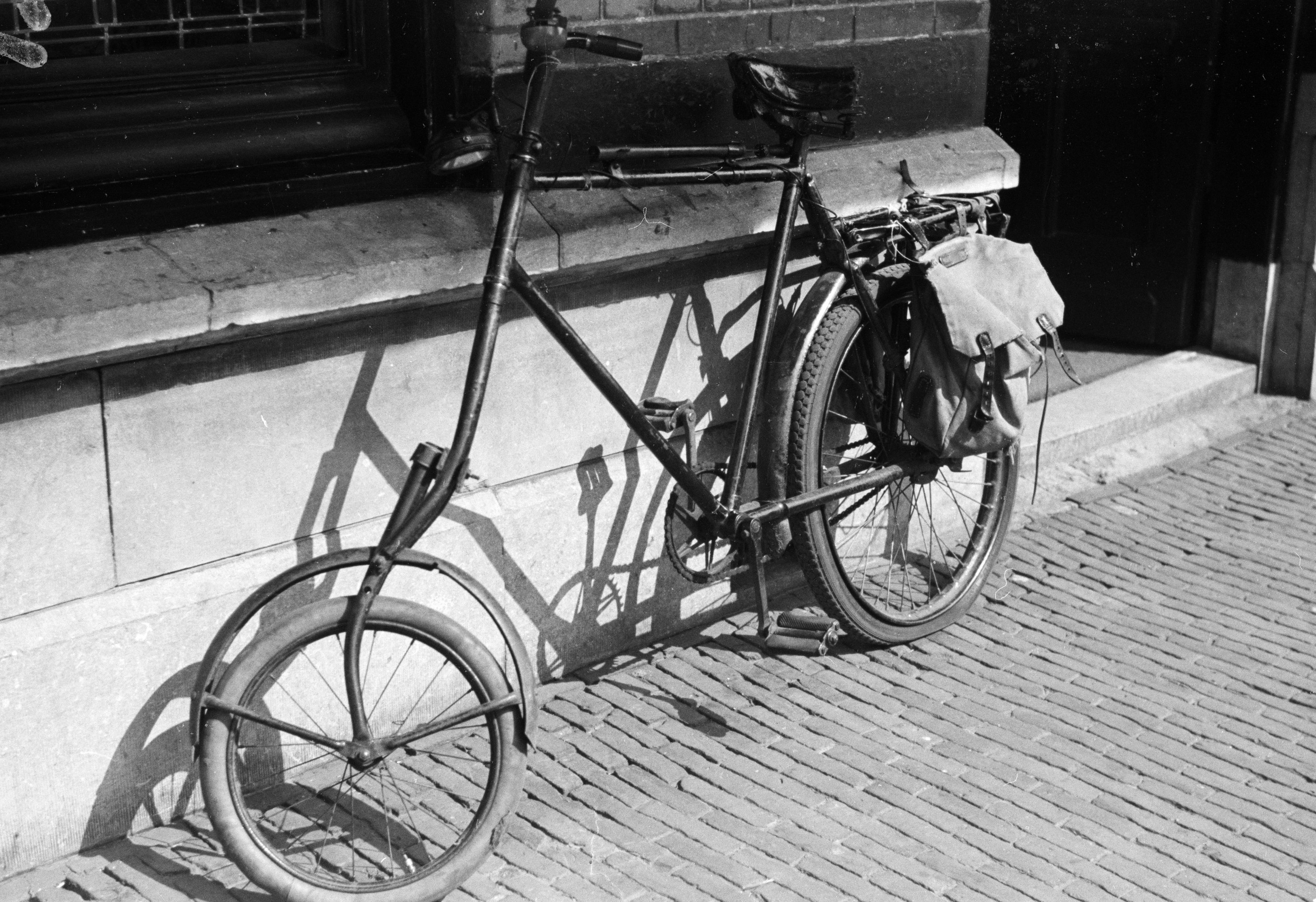
Menno Huizinga: Velociped s upraveným předním kolem kvůli nedostatku běžných pneumatik, Haag, 1943–1944
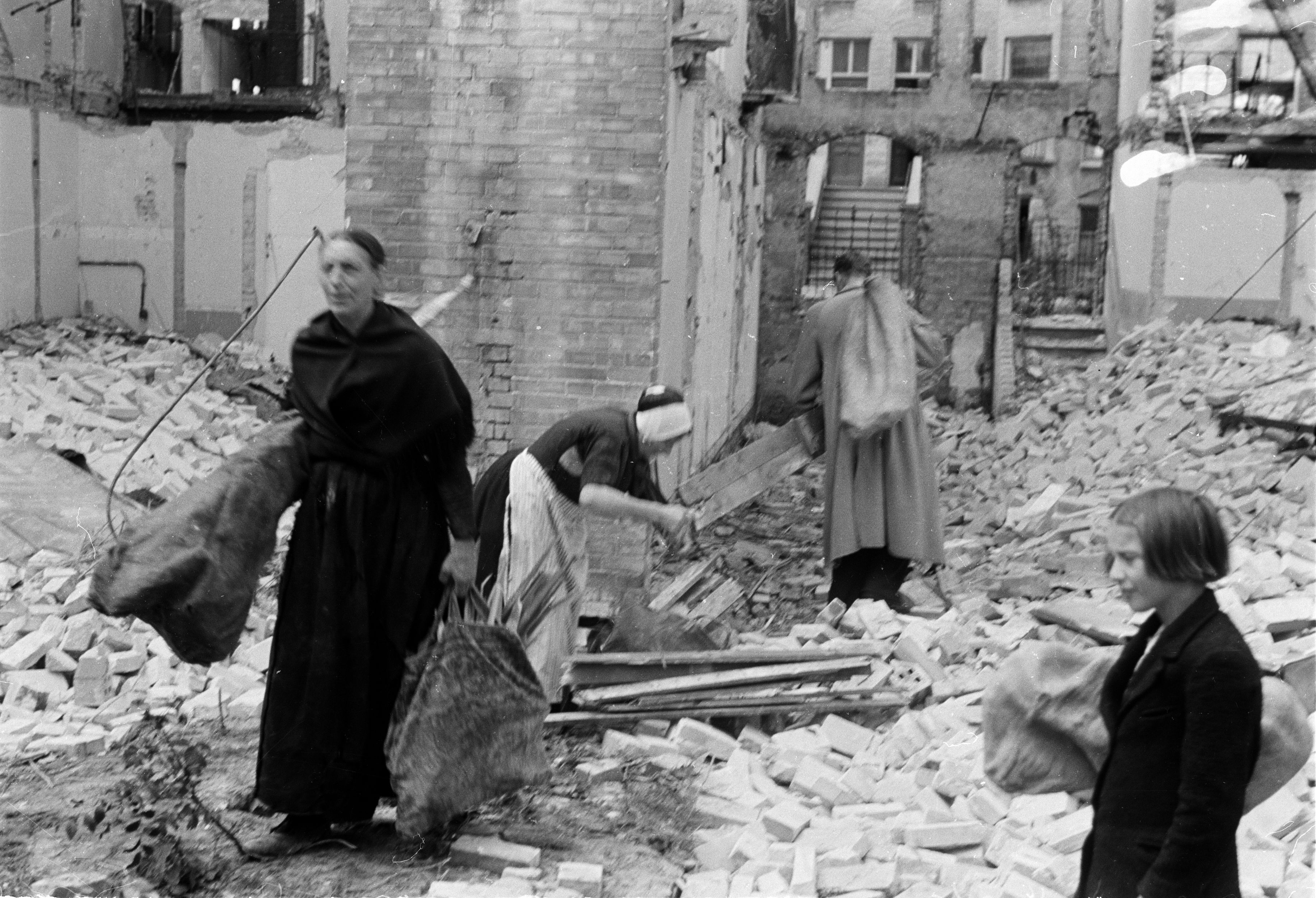
Menno Huizinga: Ženy si odnášejí dřevo na topení z rozbořené budovy během období nedostatku paliva způsobeného vnitrostátní železniční stávkou, Haag, 1944–1945
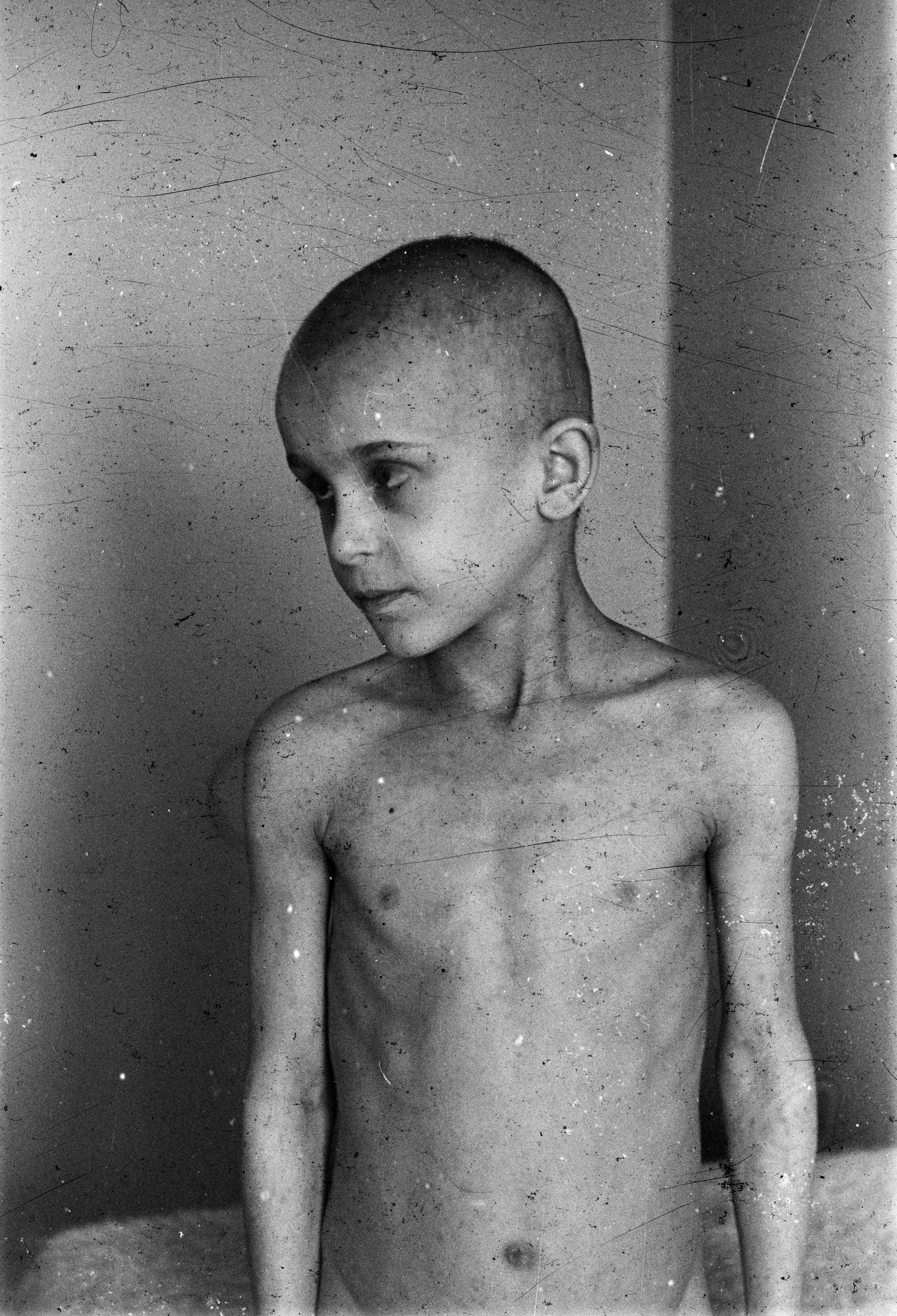
Menno Huizinga: Podvyživený chlapec během Hladové zimy, 1944–1945
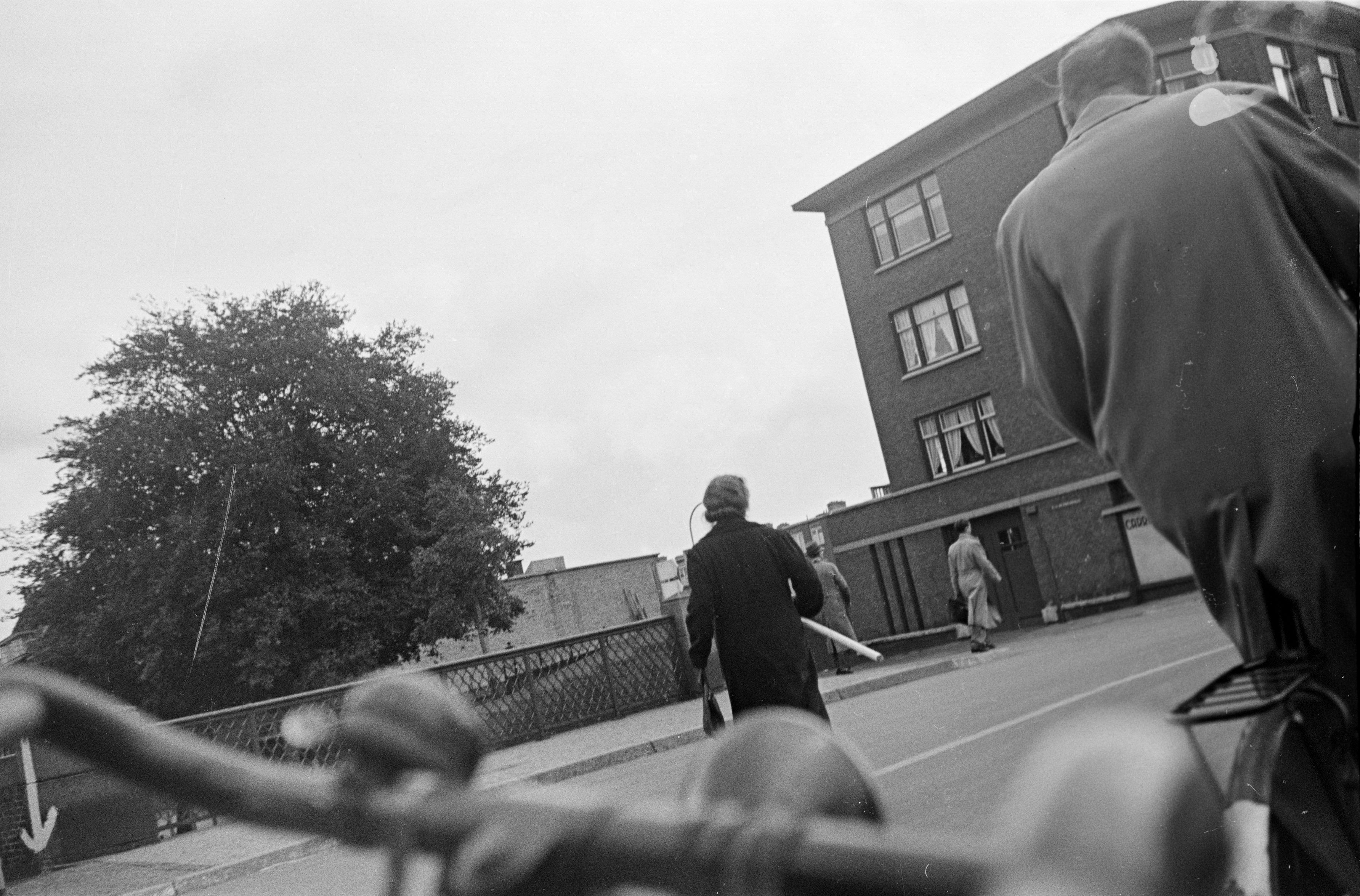
Menno Huizinga: Špionážní fotografie, dole v popředí jsou vidět řídítka Huizingova kola, žena dokázala koupit oranžovou vlajku, 1944–1945
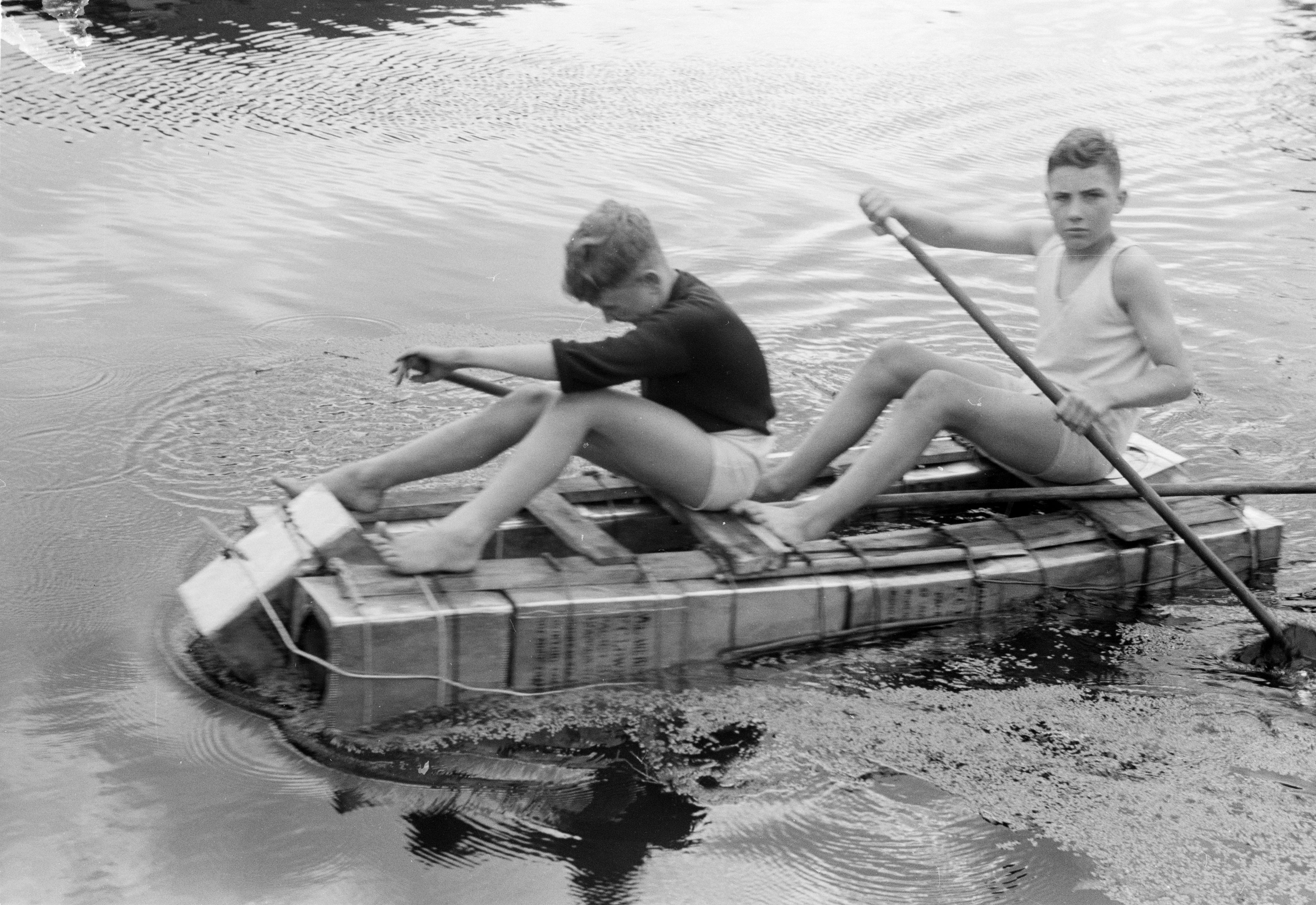
Menno Huizinga: Dva chlapci si hrají po osvobození na raftu z potravinářských plechovek a dřeva, léto 1945